# Hervormde kerk (Beekbergen)
De hervormde kerk van Beekbergen is een Nederlands-hervormde dorpskerk. 
Het huidige kerkgebouw werd in de 15e eeuw gebouwd als vervanging van een oudere kerk uit de elfde eeuw. Het oorspronkelijke bouwmateriaal, tufsteen uit de Eifel, werd hierbij hergebruikt. Het koor werd in het begin van de zestiende eeuw toegevoegd. Het onderste deel van de toren dateert uit de dertiende eeuw. Aan het eind van de vijftiende eeuw werd de toren verhoogd met een bakstenen gedeelte. De huidige spits werd geplaatst in 1867. 
De kerk heeft een orgel uit 1779, dat is ontworpen door Johan Gustav Schilling. Het orgel stond oorspronkelijk in de Oude Kerk in Apeldoorn. Toen die kerk in 1842 werd gesloopt, werd het orgel aan de Beekbergse kerk geschonken.